# 우타가키촌
우타가키촌(일본어: 歌垣村)은 일본 오사카부 노세군·도요노군에 설치되었던 촌이다. 현재의 노세정 북동부에 해당한다.